# بی‌ایم‌ساروف
بی‌ایم‌ساروف (به لاتین: Bəyimsarov) یک منطقه مسکونی در جمهوری آذربایجان است که در شهرستان ترتر واقع شده است. بی‌ایم‌ساروف ۲۵۹۱ نفر جمعیت دارد.